# 1931 في ألمانيا
فيما يلي قوائم الأحداث التي وقعت خلال عام 1931 في ألمانيا.

## ظهور
- 1 يناير – لعبة الكريات الزجاجية كتاب من تأليف هرمان هيسه.

## أفلام
من الأفلام التي صدرت هذه السنة في ألمانيا:
- 11 مايو – إم من إخراج فريتز لانغ.[1]

## مواليد

### يناير
- 8 يناير – بيل غراهام[2]
- 16 يناير – يوهانس راو الرئيس الثامن لجمهورية ألمانيا الاتحادية (1999-2004)، رئيس الوزراء السادس لولاية شمال الراين - فيستفاليا (1978-1998).[3]

### فبراير
- 2 فبراير – والتر بوركرت[4]
- 23 فبراير – غوستاف أدولف شور[5]

### أبريل
- 13 أبريل – أوغست هوبل متسابق دراجات نارية ألماني.

### مايو
- 17 مايو – جورج زوندل
- 19 مايو – ألفريد شميدت فيلسوف ألماني.[6]
- 23 مايو – هيلموت بروس فيزيائي ألماني.

### يونيو
- 18 يونيو – كلاوس فوندرليش[7]
- 21 يونيو – إريك نويتش كاتب ألماني.[8]

### يوليو
- 6 يوليو – مراد هوفمان دبلوماسي ألماني.
- 24 يوليو – كولن كامبيل جيولوجي من المملكة المتحدة.

### أغسطس
- 19 أغسطس – ماريان كوش[9]
- 25 أغسطس – بيتر جيلمور[10]

### أكتوبر
- 16 أكتوبر – هانس فريدريكس[11]

### نوفمبر
- 6 نوفمبر – مايك نيكولز[12]
- 16 نوفمبر – غونتر هوتز
- 24 نوفمبر – يوهانس بارثل فيزيائي ألماني.

## وفيات

### يناير
- 1 يناير – كارل البرت ويبر (مواليد 1856) عالم نبات ألماني.
- 7 يناير – إغناتز أوربان (مواليد 1848) عالم نبات ألماني.[13]
- 7 يناير – كارل براندت (مواليد 1854)

### فبراير
- 16 فبراير – ويليام فون غلودين (مواليد 1856) مصور ألماني.[14]
- 25 فبراير – يوهانس رينكه (مواليد 1849) عالم نبات ألماني.

### مارس
- 11 مارس – فريدريك مورناو (مواليد 1888) مخرج أفلام ألماني.[15]
- 20 مارس – هرمان مولر (مواليد 1876)[16]

### أبريل
- 21 أبريل – ألفين بارغر (مواليد 1871) عالم نبات ألماني.

### مايو
- 1 مايو – ثيودور أرنولد (مواليد 1852) سياسي ألماني.
- 6 مايو – هيرمان آنشوتز (مواليد 1872)[17]
- 15 مايو – رودولف مارلوث (مواليد 1855)[18]

### يونيو
- 29 يونيو – فريدريش ستامير (مواليد 1856) دبلوماسي ألماني.

### يوليو
- 2 يوليو – بيتر كارتين (مواليد 1883) مصاص دماء دوسلوفورف.[19]
- 28 يوليو – إميل فاربورغ (مواليد 1846) فيزيائي ألماني.[20]

### أكتوبر
- 10 أكتوبر – كارل باش (مواليد 1847)[21]